# Giants Nördlingen
Die Basketball-Herrenmannschaft des TSV 1861 Nördlingen aus Nördlingen (Bayern) spielt seit 2022 in der 1. Regionalliga.
Im Spieljahr 2008/09 ging die Mannschaft unter dem Namen Giants Nördlingen in der Basketball-Bundesliga an den Start. Dies tat sie seinerzeit im Rahmen einer Betreibergesellschaft, die rechtlich unabhängig vom TSV handelte.

## Geschichte

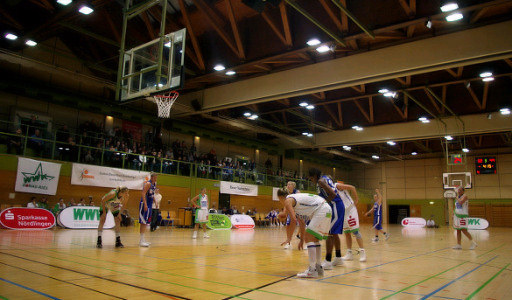
Hermann-Kessler-Halle

Im Spieljahr 1972/73 trat der TSV 1861 Nördlingen in der Südstaffel der Basketball-Bundesliga an. Als Tabellenletzter (5:23 Punkte) verpasste man den Klassenerhalt.
2003 stieg die Mannschaft in die 2. Bundesliga Süd auf. Zu den Leistungsträgern während des ersten Zweitligaspieljahres (2003/04), das als Tabellen-14. abgeschlossen wurde, gehörten der US-Amerikaner Ben Jones, der Bosnier Jurica Puljić (beide 20,8 Punkte je Begegnung), der Spanier Braulio Arias Hernandez (16,5 Punkte je Begegnung) und der Ire Gary Dredge (9,4 Punkte je Begegnung).
In der Saison 2007/08 gelang Nördlingen unter der Leitung von Trainer Andreas Wagner der Gewinn der Meisterschaft in der 2. Bundesliga ProA und damit der Aufstieg in die Bundesliga. Der Kanadier Osvaldo Jeanty war ebenso ein Stützpfeiler der Meistermannschaft wie die US-Amerikaner Ty Shaw und Omari Westley. Im Frühjahr 2008 wurde die Giants Nördlingen Basketball AG als Betreibergesellschaft der Mannschaft gegründet.
Im Bundesliga-Spieljahr 2008/09 war Westley mit 15,9 Punkten je Begegnung der beste Nördlinger Korbschütze, es folgten Monta McGhee (14,1 Punkte je Begegnung) und Jeanty (13,3 Punkte je Begegnung). Trotz des sportlichen Nichtabstiegs in der Bundesliga und der vorerst erteilten Lizenz gab der Verein am 31. Mai 2009 bekannt, dass man sich aufgrund der zu geringen Zahl an Sponsoren und den damit verbundenen finanziellen Schwierigkeiten aus der BBL zurückzieht und in die 2. Bundesliga ProA zurückkehrt.
Zum Ende der Saison 2009/10 belegte der Verein in der 2. Bundesliga ProA den 16. Platz, was den sportlichen Abstieg in die 2. Bundesliga ProB bedeutete. Der Verein entschloss sich jedoch, zum Beginn der Saison 2010/11 nicht in der ProB anzutreten, sondern einen Neuanfang in der 1. Regionalliga Süd-Ost zu beginnen. Dort errang eine neuformierte Mannschaft überraschend die Meisterschaft. Bester Korbschütze der Nördlinger war der US-Amerikaner Joseph Brandon Kimbrough mit 24,5 Punkten je Begegnung. Damit spielte die Mannschaft in der Saison 2011/12 in der 2. Bundesliga ProB. Sowohl 2011/12 wie auch 2012/13 erreichte Nördlingen dort das Viertelfinale. Im Spieljahr 2011/12 belegte der bei den Nördlingern unter Vertrag stehende US-Amerikaner Jason Jamerson mit 22,3 Punkten je Begegnung den zweiten Platz in der ProB-Korbjägerliste. Im Juli 2012 wurde der Mannschaftsname von Giants Nördlingen in Giants TSV 1861 Nördlingen geändert.
In der Saison 2013/14 musste man den Abstieg aus der ProB hinnehmen und kehrte als Meister der 1. Regionalliga Süd-Ost 2015 in die dritthöchste deutsche Spielklasse zurück. Aus der Meistermannschaft stach der US-Amerikaner Jordan Talbert heraus, der im Verlauf der Spielzeit im Durchschnitt 21,6 Punkte je Begegnung erzielte.
Als (Wieder-)Aufsteiger wurde 2015/16 in der 2. Bundesliga ProB das Halbfinale erreicht. Nach dem Ende der Saison 2015/16 verließ Cheftrainer Mario Matić die Mannschaft nach sechs Jahren, sein Nachfolger wurde der Ire Daniel Nelson. Die Mannschaft verpasste in der Saison 2016/17 den Klassenerhalt in der ProB und stieg in die erste Regionalliga ab. Allerdings verzichtete man auf den Startplatz und entschied sich, in der Saison 2017/18 als TSV 1861 Nördlingen in der zweiten Regionalliga anzutreten. Die Herrenmannschaft wurde wieder in den Hauptverein eingebunden, den Neuaufbau sollte der ungarische Trainer Gergely Szabo bewerkstelligen.
In der Sommerpause 2019 zog sich mit dem langjährigen sportlichen Leiter und Mannschaftskoordinator Walter „Leo“ Emmert ein „Urgestein“ zurück, das bereits zu Bundesliga-Zeiten für die Mannschaft tätig war. Mit dem 30-jährigen Sebastian Moll übernahm ein Eigengewächs des Vereins das Traineramt. Es wurde der Plan erstellt, mit einer vornehmlich aus einheimischen Spielern bestehenden Mannschaft eine „Rückkehr zu den attraktiven Regionalspielzeiten“ anzustreben. 2021 wurde der Syrer Mohammed Hajjar neuer Cheftrainer, nachdem er zuvor bereits als Jugendtrainer in Nördlingen tätig gewesen war. Mit Josef Eichler kam ein Spieler mit langjähriger Erfahrung im Profibereich nach Nördlingen zurück, ebenfalls verstärkt wurde die Mannschaft mit dem US-Amerikaner Scottie Stone. Als Ziel wurde ausgegeben, in der Saison 2021/22 um den Aufstieg in die 1. Regionalliga mitzuspielen. Mitte Mai 2022 standen Meisterschaft und Rückkehr in die 1. Regionalliga in Folge einer Saison mit 20 Siegen aus 20 Spielen fest.

### Heimspielstätte
Ihre Heimspiele trägt die erste Mannschaft in der 3.000 Zuschauer fassenden Hermann-Kessler-Halle im Rieser Sportpark aus.

## Mannschaft 2011/12
Zugänge: Kedrick Johnson (VfL Stade), Josef Eichler (Science City Jena), Harald Debelka (Crailsheim Merlins), Ben Beyer (Crailsheim Merlins), Fabian Brütting (Nürnberger Basketball Club), Jason Jamerson (Saar-Pfalz Braves)
Abgänge: Brandon Kimbrough (Ziel unbekannt), Jason Swanson (Ziel unbekannt), Alex Sieber (Ziel unbekannt)

## Mannschaftsnamen
- bis 2008: TSV 1861 Nördlingen
- 2008–2012: Giants Nördlingen
- 2012–2017: Giants TSV 1861 Nördlingen
- Seit 2017: TSV 1861 Nördlingen

## Trainer (seit 1998)
| Amtszeit       | Name             |
| -------------- | ---------------- |
| 1998–2003      | Rüdiger Wichote  |
| 2003–2007      | Zoltán Nagy      |
| 2007–2009      | Andreas Wagner   |
| 2009–1/2010    | Alexander Biller |
| 1/2010         | Zoltán Nagy      |
| 1/2010–04/2010 | Andras Zsoldos   |
| 2010–2016      | Mario Matić      |
| 2016–2017      | Daniel Nelson    |
| 2017–2019      | Gergely Szabo    |
| 2019–2021      | Sebastian Moll   |
| 2021–2023      | Mohammed Hajjar  |
| seit 2023      | Ajtony Imreh     |

## Bekannte ehemalige Spieler
- Mirko Anastasov (Karriere beendet)
- Waldemar Buchmiller (Karriere beendet)
- Benjamin Fumey (Karriere beendet)
- Janis Heindel (Karriere beendet)
- Johannes Tesfaldet (Karriere beendet)
- Omari Westley (Karriere beendet)
- Monta McGhee (Karriere beendet)
- Danny Gibson (Karriere beendet)
- Osvaldo Jeanty (Karriere beendet)
- Ty Shaw (Karriere beendet)
- Cedrick Brooks (Karriere beendet)
- Jordan Talbert
- Jason Jamerson
- Fabian Brütting